# Cornelis Veening
Cornelis Veening (* 15. Januar 1895 in Groningen, Niederlande; † 19. Februar 1976 in Sils Maria, Schweiz) war ein niederländischer Atemtherapeut.

## Leben
Ursprünglich studierte Veening Gesang. Aufgrund seiner eigenen Gesundheitsproblematik kam er in den 1930er Jahren nach Berlin, wo er Gustav Richard Heyer begegnete, einem Schüler von Carl Gustav Jung. Daraus entstand ein langjähriger Arbeits- und Gedanken-Austausch, der einen Anteil an der tiefenpsychologischen Seite von Veenings späterer Atem-Arbeit hatte.
Veening erarbeitete seine eigene Atemlehre in der Mitte der 1940er Jahre. Neben der Tiefenpsychologie war er beeinflusst von asiatischen Körperlehren. Bei seiner Atemtherapie geht es um eine Leib-Seele-Entwicklung, die einen Weg von „innen nach außen“ anbietet, damit „der Mensch das werde, was er sein soll.“ Für ihn war es wichtig, den Atem nicht „vom Augenblick des Empfindens zu trennen“. Dazu erklärte er: „Wenn der Atem sich zeigt, ist es klar.“
Cornelis Veening hat sein Konzept „Inneres Atem“ nicht schriftlich publiziert, es existieren jedoch Wiedergaben einiger seiner Vorträge.
Einige seiner Schülerinnen waren die Atemtherapeutinnen Herta Grun und Ilse Middendorf.
In seinen letzten Lebensjahren unterrichtete Veening Atemtherapie in Deutschland, in der Schweiz, in den Niederlanden und auf Kreta. Veening starb 1976 in Sils Maria.